# Université de Georgetown
Pour les articles homonymes, voir Georgetown.
L’université de Georgetown est une institution catholique d'enseignement supérieur dirigée par les jésuites. Fondée en 1789 par l’évêque John Carroll et sise à Washington, elle est régulièrement classée parmi les quinze premières universités des États-Unis.

## Historique
L'université de Georgetown fut fondée en 1789 selon la vision de John Carroll (1736-1815), jésuite et évêque de Baltimore (et premier évêque catholique aux États-Unis), né aux États-Unis et formé en Europe mais rentré au pays en 1773, lorsque la Compagnie de Jésus fut supprimée. Comme évêque de Baltimore en 1789 Carroll contribua à unifier et affermir le catholicisme américain en établissant une institution catholique prééminente de la plus haute érudition.
Comme d'autres institutions, l'Université de Georgetown tira un profit de l'esclavage. Des esclaves noirs ont contribué à la construction des premiers bâtiments du campus. À la fin de la période esclavagiste (1838), l'université vend 272 esclaves, et utilise une partie des recettes pour régler ses dettes,.

## L'identité catholique et jésuite de Georgetown
La tradition intellectuelle riche et diverse du catholicisme fait depuis longtemps partie intégrante de la vie académique de Georgetown. Georgetown continue à enrichir la vie intellectuelle de l'Église au moyen des nombreuses contributions de ses programmes, professeurs et étudiants.
La Société de Jésus a fait partie intégrante de l'université tout au long de son histoire. Alors que l'université et la communauté jésuite sont des entités distinctes et sont gouvernées séparément, elles sont unies par une longue tradition et un esprit commun d'apprentissage et de foi qui caractérisent Georgetown.
Les Jésuites qui vivent et travaillent à l'université sont un signe visible de l'engagement progressif de Georgetown à son héritage catholique jésuite. Le président John J. DeGioia a créé un séminaire jésuite pour des membres du conseil de l'administration de Georgetown et autres officiers supérieurs de l'université pour discuter spécifiquement de la tradition catholique et jésuite et de l'association de la tradition avec la mission pédagogique de Georgetown, la diversité et les futures initiatives.

## Les formations

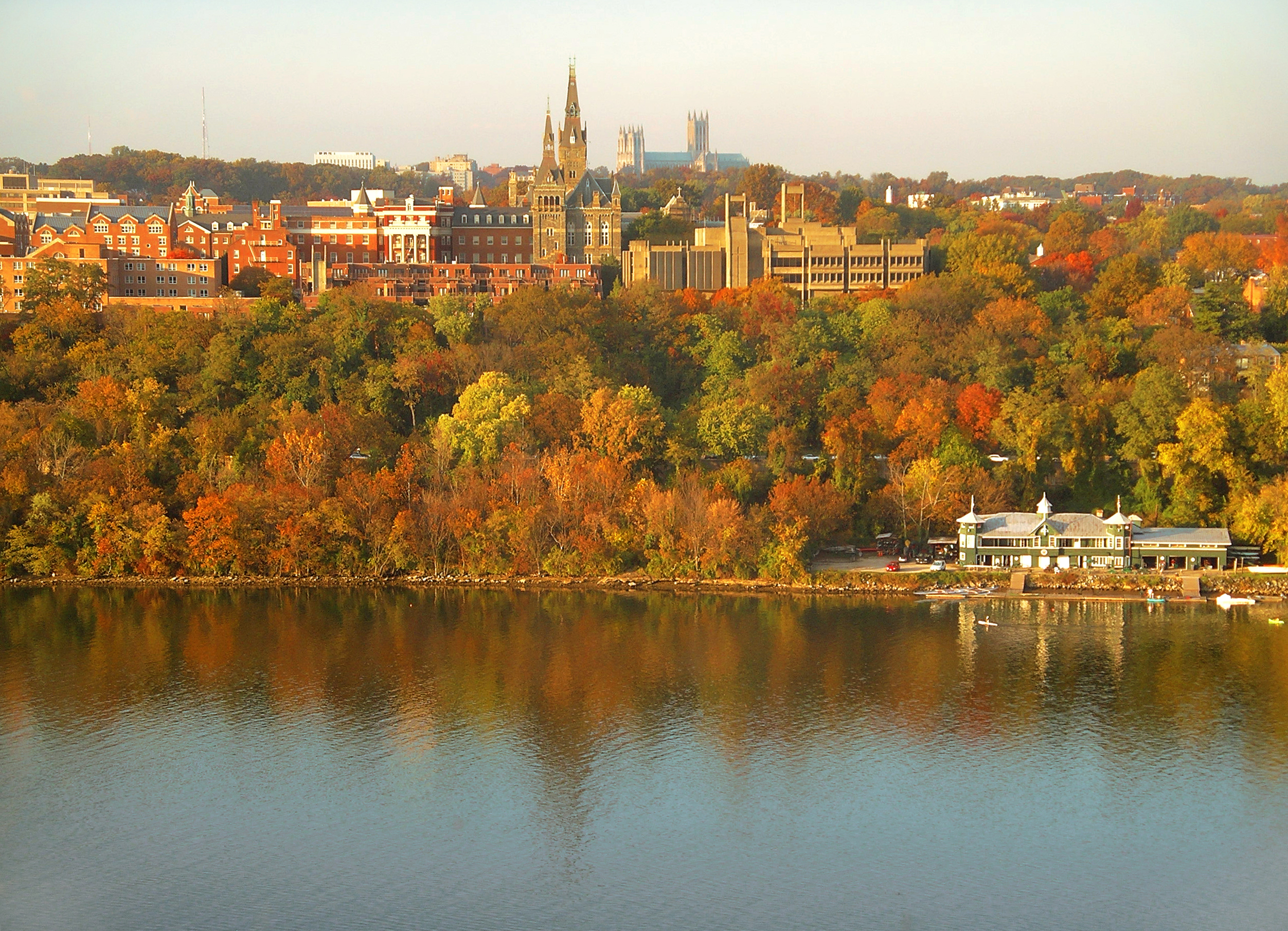
Le principal campus de l'université de Georgetown le long du Potomac.

### L'école des arts et sciences de Georgetown (CAS)
L'expérience de l'école des arts et sciences de Georgetown (en anglais : Georgetown College of Arts and Sciences) est marquée par une vitalité intellectuelle, un point de vue global et une dédication au service. Son identité est distinctive dans la nation : l'excellence académique dans les sciences humaines combinée à une mission jésuite et catholique, une perspective résolument internationale, et des locaux avantageux dans la capitale des États-Unis.
Le cursus du premier cycle à Georgetown couvre toute une gamme de disciplines humanistes, scientifiques et sociales et est enrichi en outre par sa Faculté de Langues et Linguistique et une grande variété d'initiatives interdisciplinaires. Pour construire une fondation des sciences humaines durable, ses étudiants étudient la philosophie, la théologie, les sciences, les sciences humaines, les mathématiques, la littérature et l'histoire, parmi beaucoup d'autres options scolaires.
De même que les étudiants de toutes nationalités viennent à Georgetown pour poursuivre leurs études, les étudiants sont encouragés à faire un séjour d'études à l'étranger. Les diplômés de Georgetown poursuivent des carrières prospères dans chaque coin du monde[réf. non conforme].

### Centre de droit (GULC)
Fondée en 1870, le Centre de droit (en anglais : Georgetown University Law Center) est l'une des écoles de droit les plus prestigieuses dans le monde et la deuxième plus grande aux États-Unis. Elle est régulièrement classée parmi les 14 meilleures écoles de droit du pays (Top 14). Depuis 1890, GULC bénéficie d'un campus distinct, situé à proximité des grands tribunaux de la ville, dont la Cour suprême des États-Unis, et jouit d'une réputation inégalée dans les domaines du droit fiscal et international. Aujourd'hui[Quand ?], le Centre offre une formation de Juris Doctor à 1 860 étudiants et des programmes de troisième cycle à 458 étudiants.

### École des affaires étrangères (SFS)
La School of Foreign Service de Georgetown est fondée en 1919, avec l'objectif de préparer les étudiants pour des positions de haut rang sur la scène des affaires internationales. Cette école est créée en s'inspirant de l'École libre des sciences politiques (Sciences Po Paris). Elle cherche à promouvoir la compréhension interculturelle et le service diplomatique sur la scène mondiale. Ces objectifs ont été depuis le début ceux de son fondateur et premier doyen, le révérend Edmund A. Walsh, S.J. Aujourd'hui[Quand ?], l'école offre un premier cycle pour plus de 1 400 étudiants et des programmes de deuxième cycle (graduate) et de master à environ 500 étudiants[réf. non conforme].

### École de commerce de Robert Emmett McDonough (MSB)
Offrant un accès incomparable aux chefs mondiaux du commerce, de la politique, et de la pensée, la Robert Emmett McDonough School of Business à l'université Georgetown est située dans une des universités les plus prestigieuses de la nation dans une des villes les plus dynamiques et importantes du monde.
L'école vise à former des dirigeants capables de prendre des décisions commerciales complexes dans un environnement global et qui sont consacrés à servir leurs compagnies, leur société, et l'humanité[réf. non conforme].

### École des études de santé (NHS)
L'école des études de santé à l'université de Georgetown profite d'une tradition de 100 années de façonner le futur des professions de la santé pour des étudiants, des diplômés et des étudiants de la formation continue. 
L'École des études de santé est reconnue nationalement pour son innovation, son érudition interdisciplinaire et interactive, et ses recherches et entraînement cliniques empiriques[réf. non conforme].

### Troisième cycle
La formation du troisième cycle à Georgetown est fondée sur le principe des jésuites que la poursuite des connaissances et de la compréhension devrait aller de pair avec la responsabilité de contribuer au bien commun. Ce principe se manifeste dans le fait que beaucoup des programmes de master se focalisent sur des matières de politique publique[réf. non conforme].
En plus, tous les doctorants apprennent à communiquer des idées intellectuelles dans plusieurs cadres sociaux, y compris en cours où ils participent à un dialogue avec quelques-uns des étudiants les plus doués du monde.
Les plus grandes universités offrent des programmes plus nombreux et plus complets, mais Georgetown offre des programmes plus spécialisés, en occupant des niches de vie intellectuelle. Certains de ces programmes sont uniquement offerts à Georgetown. En outre, Georgetown reconnaît que beaucoup de projets innovateurs viennent tisser des nouveaux liens et les étudiants ont la possibilité de poursuivre des double-diplômes, y compris des programmes offerts conjointement avec une autre université.

### École de médecine
La situation de Georgetown dans la capitale nationale — un carrefour international où se trouvent les National Institutes of Health renommés, et une des villes culturelles les plus importantes du monde — le rend unique. Plus important, cependant, est sa philosophie. L'école de médecine est héritière d'une longue et riche tradition catholique et jésuite : s'occuper des malades.
Dès sa création, Georgetown s'est consacré à la poursuite de la connaissance afin de servir la communauté. L'expérience médicale de Georgetown se concentre sur le principe de cura personalis, soin de la personne intégrale, le psychologique, spirituel et social ainsi que le bien-être de l'individu et une dédication au soin d'autrui et aux besoins sanitaires de notre société. Cette philosophie s'exprime à travers la recherche et la pédagogie, ainsi que le dialogue de science et de service, de la foi et la technologie.

## Personnalités liées à l'université

### Professeurs
- As'ad Abu Khalil
- Madeleine Albright
- Thomas Antisell
- José María Aznar
- Tamim al-Barghouti
- Michael Berenbaum
- Daniel Blatman
- Carmen Boullosa
- Götz Briefs
- John Moors Cabot
- Laura Chinchilla
- Giles Constable
- Chester Crocker
- Léon-Gontran Damas
- Sam Dash
- Rokhaya Diallo
- Jean Donnelly
- John Esposito
- Ibrahim Gambari
- Gaël Giraud
- Kathleen Kennedy Townsend
- Jan Karski
- Jeane Kirkpatrick
- Amadou Koné
- Erik von Kuehnelt-Leddihn
- Aleksander Kwaśniewski
- Anthony Lake
- Anatol Lieven
- Bernard A. Maguire
- Abigail Marsh
- Joshua M. Mitchell
- Asra Nomani
- Dezső Németh
- Kobbi Nissim
- William E. Odom
- John W. O'Malley
- Athanasios Orphanides
- Ibrahim Oweiss
- Karl H. Pribram
- Carroll Quigley
- Marcus Rediker
- Samir Khalil Samir
- Michèle Sarde
- Deborah Tannen
- Álvaro Uribe